# Kaleśwar

Swami Kaleśwar

Kaleśwar, swami Kaleśwar (ur. 8 stycznia 1973, zm. 15 marca 2012 w Bengaluru) – indyjski swami, mistrz duchowy. Uważany był za cudotwórcę i świętego. Prowadził aśram w mieście Penukonda w stanie Andhra Pradesh w Indiach.

## Życiorys
Swami Kaleśwar urodził się 8 stycznia 1973 roku, w mieście Madhavaram, w dystrykcie Cuddapah, w stanie Andhra Pradesh, w rodzinie hinduistycznej. Jego zwolennicy mówią o tym jak od jego dzieciństwa działy się przy nim cuda takie jak pojawianie się przy nim bogini Saraswati.
Gdy był młodzieńcem objawił się mu Shirdi Sai Baba i zaczął przekazywać mu nauki duchowe. Od tego czasu Kaleśwar zaczął praktykować sadhanę i został wielbicielem Shirdi Baby.
Jakiś czas później zaczął podróżować po świecie i nauczać wiedzy duchowej. Założył aśram w mieście Penukonda.

## Nauki
Swami Kaleśwar nauczał równości wszystkich religii, kast oraz narodów. Ponadto sprzeciwia się hipokryzji w nauczaniu duchowym.

## Twórczość
- Victory Through Vaastu – Transforming Your Life Through the Ancient Science of Vedic Architecture
- Teachings of Sri Sai Kaleshwara Swami of Penukonda
- Gifts of Shirdi Sai Baba